# Vakcína Oxford–AstraZeneca proti covidu-19
Vakcína Oxford–AstraZeneca proti covidu-19 také známá jako vakcína Oxford-AstraZeneca, nebo zkráceně vakcína od AstraZeneca, obchodní jméno Vaxzevria, kódové jméno AZD1222, je vakcína proti covidu-19 vyvinutá ve spolupráci Oxfordské univerzity a britské společnosti AstraZeneca, která se podává nitrosvalovou aplikací a jako nosič používá modifikovaný šimpanzí adenovirus ChAdOx1. Obsahuje tedy GMO. Jeden dávkovací režim vykazoval 90% účinnost pro symptomatické případy, pokud po podané polovině dávky následovala plná dávka s odstupem alespoň jednoho měsíce pro lidi pouze do věku 55 let. Další dávkovací režim (s již i staršími účastníky) vykázal 62% účinnost, pokud byla podána ve dvou plných dávkách s odstupem alespoň jednoho měsíce. Četnost pozitivity (nosičství nezávisle na symptomech) prokázaná pomoci PCR testu byla po druhem očkování o 49 % nižší (po jedné dávce o 76 % nižší). Podle předběžných výsledků je vakcína prakticky neúčinná proti jihoafrické mutaci viru označované B.1.351, když s vakcínou onemocnělo 19 ze 748 lidí, kdežto s placebem 20 ze 714 (účinnost tedy jen 9 %).
Výzkum provádějí Jennerův institut na Oxfordské univerzitě a Oxford Vaccine Group ze stejné univerzity. Tým vedou Sarah Gilbert, Adrian Hill, Andrew Pollard, Teresa Lambe, Sandy Douglas a Catherine Green.
Dne 30. prosince 2020 byla vakcína schválena pro použití ve Spojeném království a první očkování bylo podáno dne 4. ledna 2021.  V Evropské unii vakcínu schválila Evropská komise 29. ledna 2021 na doporučení Evropské lékové agentury.
Vakcína se již nevyrábí vzhledem k ústupu pandemie covidu-19 a dostupnosti vylepšených dalších vakcín. Společnost AstraZeneca stáhla registraci vakcíny z evropského trhu v březnu 2024 a z celosvětového trhu k 7. květnu 2024.

## Základ vakcíny
Vakcína AZD1222 je vektorová a jako nosič využívá opičí adenovirus neschopný replikace, který obsahuje kódující sekvenci spike proteinu koronaviru SARS-CoV-2 s plnou délkou kodonu spolu s vedoucí sekvencí aktivátoru tkáňového plazminogenového aktivátoru (tPA). Vědci použili genom SARS-CoV-2, který byl přečten ve Wu-chanu. Modifikovaný šimpanzí adenovirus se nemůže replikovat, takže nezpůsobuje další infekci a místo toho působí jako nosič pro přenos spike proteinu SARS-CoV-2. Spike protein S1 je vnější protein, který umožňuje koronaviru typu SARS vstoupit do buněk prostřednictvím enzymatické domény ACE2. Po očkování se tvoří tento spike protein a podporuje imunitní systém, aby napadl koronavirus, pokud později infikuje tělo.

## Historie
V únoru 2020 se Jennerův institut dohodl na spolupráci s italskou společností Advent Srl při výrobě první šarže vakcínového kandidáta pro klinické studie.
V červnu 2020 Americký národní institut pro alergie a infekční choroby (NIAID) potvrdil, že třetí fáze testování potenciální vakcíny vyvinuté Oxfordskou univerzitou a společností AstraZeneca začne v červenci 2020.
V červenci 2020 AstraZeneca uzavřela partnerství se společností IQVIA za účelem urychlení amerických klinických studií.
Společnost AstraZeneca obdržela 336 milionů EUR z veřejných peněz EU na zajištění vakcín.
Dne 31. srpna 2020 společnost AstraZeneca oznámila, že začala přijímat dospělé na studii v pozdní fázi (III. fáze), která byla financována z USA (NIAID a BARDA) a zahrnovala 30 000 osob.
Dne 8. září 2020 společnost AstraZeneca oznámila globální zastavení testů s vakcínou, po dobu, co byla vyšetřována možná nežádoucí reakce u účastníka ve Velké Británii. Dne 13. září společnost AstraZeneca a Oxfordská univerzita obnovily klinické studie ve Velké Británii poté, co regulační orgány dospěly k závěru, že je to bezpečné. Společnost AstraZeneca byla kritizována za bezpečnost vakcín po obavách odborníků, kteří si všimli odmítnutí společnosti poskytnout podrobnosti o závažných neurologických onemocněních u dvou účastníků, kteří dostali experimentální vakcínu v Británii. Zatímco studie pokračovala ve Velké Británii, Brazílii, Jižní Africe, Japonsku a Indii,  v USA zůstala pozastavena do 23. října 2020, zatímco americký Úřad pro kontrolu potravin a léčiv vyšetřoval nemoc pacienta, která zavinila zastavení klinických testů.
Dne 15. října 2020 zemřel João Pedro R. Feitosa, 28letý lékař z brazilského Ria de Janeira, který v klinické studii AZD1222 místo testované vakcíny dostal placebo, na komplikace s nemocí covid-19. Brazilský zdravotnický úřad Anvisa oznámil, že testování bude v Brazílii pokračovat.
Dne 23. listopadu 2020 Oxfordská univerzita a AstraZeneca oznámily průběžné výsledky probíhajících klinických studií III. fáze vakcíny. Ve zprávě byla kritika metod, které kombinovaly výsledky 62% a 90% účinnosti z různých skupin testovaných symptomatických subjektů, kterým byly podávány různé dávky, aby se dospělo k číslu 70 %. Společnost AstraZeneca uvedla, že provede další zkoušku pro více zemí s použitím nižší dávky, která vedla k tvrzení o 90% účinností. Testy s nižší první dávkou probíhaly pouze do 10. června 2020, kdežto s plnou standardní dávkou (méně účinné) od 9. června 2020, což mohlo ovlivnit tyto nesrovnatelné výsledky. Úplné zveřejnění těchto průběžných výsledků ze čtyř probíhajících zaslepených, znáhodněných a kontrolovaných studií dne 8. prosince 2020 tyto zprávy objasnilo. Ve skupině, která dostala první dávku aktivní vakcíny před více než 21 dny, nedošlo k žádným hospitalizacím nebo závažným onemocněním, na rozdíl od těch, kteří dostávali kontrolní vakcínu. Závažné nežádoucí účinky byly ve studiích vyváženy napříč aktivní a kontrolní skupinou, tj. aktivní vakcína nebyla považována za příčinu dalších závažných nežádoucích účinků. Případ transverzální myelitidy (TM) byl hlášen 14 dní po přeočkování jako případný vztah k očkování, přičemž nezávislá neurologická komise zvážila nejpravděpodobnější diagnózu idiopatické demyelinizace míchy krátkého segmentu. Další dva případy TM, jeden ve skupině s vakcínou a druhý v kontrolní skupině, byly považovány za nesouvisející s očkováním. Ukázalo se zde však, že u asymptomatických (bezpříznakových) případů je účinnost vakcíny jen 7 %, tedy zcela nedostatečná, protože ke schválení se běžně požaduje účinnost alespoň 50 %. Účinnost vakcíny pro asymptomatické šíření je u poloviční dávky jen 4 % a u plné dávky 27 %.
Dne 11. prosince 2020 společnost AstraZeneca oznámila, že bude společně s ruským Gamalejovým institutem testovat, zda by bylo možné kombinovat dvě vakcíny na bázi adenoviru, AZD1222 a ruský Gam-COVID-Vac, aby se dosáhlo lepší úrovně ochrany. Očekávalo se, že klinické testy začnou v Rusku do konce roku 2020.
Výkonný ředitel společnosti AstraZeneca, Pascal Soriot v prosinci 2020 uvedl, že věří, že vědci našli „vítězný vzorec“ v podobě vakcíny od Oxford-AstraZeneca proti covidu-19, kde byly použity dvě dávky.
Dne 4. ledna 2021 se osmdesátidvouletý Brian Pinker stal prvním člověkem, který dostal vakcínu Oxford-AstraZeneca mimo klinické studie.
Australská společnost pro imunologii a Australská virologická společnosti žádala 12. ledna pozastavení očkování touto vakcínou z důvodu její malé účinnosti. Australská virologická společnosti ten samý den požadavek odvolala a na pozastavení očkování již netrvala.
V Evropské unii vakcínu ji podmínečně schválila Evropská komise 29. ledna 2021 na doporučení Evropské lékové agentury ze stejného dne. Může se tak volně používat v celém Evropském hospodářském prostoru pro osoby starší 18 let. Švédsko a Francie dříve nedoporučovali její použití nad věk 65 let, tak jako dříve nedoporučilo i Německo. Francie na začátku března 2021 změnila názor a vakcína bude pro osoby až do 75 let. Dále vakcínu pro seniory nedoporučily státy jako Belgie, Polsko a Rakousko. Švýcarsko 2. února odložilo schválení vakcíny, požadovalo více údajů o účinnosti a kvalitě.
Dne 8. února 2021 Jihoafrická republika upustila od plošného očkování zdravotníků touto vakcínou z důvodů její nízké účinnosti proti místní variantě viru SARS-CoV-2.
V České republice byla počáteční nedůvěra k vakcíně AstraZeneca vylepšena na začátku března 2021 vystoupeními předních lékařů a vakcinologů, kteří poukazovali na to, že vakcína spolehlivě brání hospitalizaci (a tím i těžkým následkům nebo smrti). Vakcínou byli očkováni přednostně učitelé a pedagogičtí pracovníci, využívají ji praktičtí lékaři, ale přesto byla (k tomuto datu) využitá ze všech vakcín nejméně (29 %).

## Schválení
Dne 27. listopadu 2020 vláda Spojeného království požádala Regulační agenturu pro léčivé přípravky a zdravotnické výrobky, aby posoudila dočasnou dodávku vakcíny AZD1222; její použití bylo schváleno dne 30. prosince 2020 jako jejich druhá vakcína pro použití v zemi.
Dne 29. prosince zástupce výkonného ředitele Evropské lékové agentury (ELA) Noel Wathion uvedl, že regulační orgán EU nebude s největší pravděpodobností schopen schválit vakcínu dříve než v únoru. V rozhovoru uvedl: „Zatím si u nás ještě nepodali přihlášku.“ K 12. lednu Evropská léková agentura obdržela oficiální žádost o registraci a schválila ji 29. ledna 2021. Maďarsko vakcínu schválilo vakcínu separátně spolu se schválením vakcíny Sputnik V ještě před schválením v EU.
Vakcínu schválily také regulační orgány v Argentině, Bahrajnu, Bangladéši, Brazílii, Dominikánské republice, Egyptě, Ekvádoru, Indii, Iráku, Mexiku, Nepálu, Pákistánu, Saúdské Arábii, Salvadoru, na Srí Lance, v Thajsku a na Ukrajině všude pro nouzové použití v příslušných zemích a v Austrálii a Jižní Koreji pro plné použití.
Některé země, například Bulharsko, Dánsko, Francie, Island, Itálie, Německo, Nizozemsko, Norsko, Rumunsko, Švédsko či Thajsko v březnu 2021 pozastavily očkování touto vakcínou kvůli obavám o bezpečnost. Firma AstraZeneca dne 14. března prohlásila, že po naočkování 17 miliónů se přímá spojitost neprokázala se zvýšeným rizikem plicní embolie (22 hlášených případů), hluboké žilní trombózy (15 hlášených případů) či sníženého množství krevních destiček v jakékoli věkové skupině. Podle firmy je u očkovaných dokonce méně těchto případů než ve stejně velké populaci. I Evropská léková agentura ji ale označila jako bezpečnou a uvedla, že její používání nezvyšuje riziko vzniku krevních sraženin. Samotné onemocnění je větším zdrojem sraženin.

## Výroba a dodávky
Vakcína je stabilní při teplotách v chladničce (+2 až +8 °C) a stojí přibližně 3 až 4 dolary za dávku. Dne 17. prosince belgická ministryně financí odhalila, že Evropská unie zaplatí za jednu dávku 1,78 EUR (cca 46 Kč).
Podle viceprezidentky společnosti AstraZeneca pro provoz a informační technologie Pam Cheng měla mít společnost do konce roku 2020 celosvětově připraveno přibližně 200 milionů dávek a po zvýšení produkce bude schopna vyrábět 100 až 200 milionů dávek měsíčně.
V červnu 2020 po zajištění 100 milionů dávek pro britskou NHS pro jejich očkovací program AstraZeneca a americká firma Emergent BioSolutions podepsaly dohodu s částkou 87 miliónu amerických dolarů o výrobě dávek vakcíny speciálně pro americký trh. Dohoda byla součástí iniciativy administrativy Donalda Trumpa Operation Warp Speed, jejímž cílem bylo vyvinout a rychle rozšířit výrobu cílených vakcín do konce roku 2020. Americká společnost Catalent měla být odpovědná za dokončovací a balicí proces. Bylo plánováno, že většina výrobních prací bude provedena ve Velké Británii.
Dne 4. června 2020 program COVAX Světové zdravotnické organizace provedl počáteční nákup 300 milionů dávek od výrobce pro země s nízkými a středními příjmy.  Společnosti AstraZeneca a Serum Institute of India rovněž udělaly licenční smlouvu na dodávku jedné miliardy dávek vakcíny Oxfordské univerzity do zemí se středními a nízkými příjmy, včetně Indie. Dne 29. září 2020 grant od Nadace Billa a Melindy Gatesových umožnil programu COVAX zajistit dalších 100 milionů dávek vakcíny proti covidu-19 buď od společnosti AstraZeneca nebo Novavax za cenu 3 americké dolary za dávku.
Dne 13. června 2020 podepsala společnost AstraZeneca smlouvu s evropskou aliancí Inclusive Vaccines Alliance, skupinou tvořenou Francií, Německem, Itálií a Nizozemskem, na dodávku až 400 milionů dávek do všech členských států Evropské unie.
V srpnu 2020 společnost AstraZeneca souhlasila s poskytnutím 300 milionů dávek Spojeným státům americkým za cenu 1,2 miliardy amerických dolarů, z čehož vyplývá cena 4 USD za dávku. Mluvčí AstraZeneca uvedl, že financování zahrnuje také vývoj a klinické testování.
V září 2020 společnost AstraZeneca souhlasila s poskytnutím 20 milionů dávek Kanadě.
V říjnu 2020 podepsalo Švýcarsko dohodu s AstraZeneca o předobjednání až 5,3 milionu dávek.
V listopadu 2020 si Thajsko objednalo 26 milionů dávek vakcíny od společnosti AstraZeneca, která uváděla 70% celkovou účinnost. Vyžaduje 2 dávky vakcíny na osobu, takže objednané množství by pokrylo pouze 13 milionů lidí. Prajutchova vláda později schválila objednávku dalších 35 milionů dávek v lednu 2021. Siam Bioscience, společnost vlastněná společností Vajiralongkorn, obdrží transfer technologií (technologický převod) pro společné investice.
V prosinci 2020 podepsala Jižní Korea se společností AstraZeneca smlouvu na zajištění 20 milionů dávek vakcíny, přičemž první zásilka se očekává již v lednu. V lednu 2021 vakcína zůstávala pod kontrolou jihokorejské agentury pro kontrolu a prevenci nemocí.
Dne 7. ledna 2021 jihoafrická vláda oznámila, že zajistila počáteční milión dávek od Serum Institute of India, po kterém bude v únoru následovat dalších 500 000 dávek.
Dne 22. ledna 2021 společnost AstraZeneca oznámila, že pokud Evropská unie schválí vakcínu, tak kvůli problémům s výrobou v belgickém závodě Novasepu budou počáteční dodávky nižší, než se očekávalo (na konci ledna byl předpoklad 40 milionů, v březnu 30 milionů dávek za 1. čtvrtletí 2021) z původně předpokládaných 80 miliónů za 1. čtvrtletí 2021 pro Evropskou unii. Na 2. čtvrtletí je plán dodávek v objemu 180 milionů dávek. Při jednáních EU s vedením společnosti se ukázalo, že smlouva společnosti AstraZeneca s Velkou Británií obsahuje klauzuli, že z tamních závodů lze zásobovat jiné země (tedy i EU) až po splnění dodávek Velké Británii. EU uzavřela dohodu se společností AstraZeneca až o 3 měsíce později než Velká Británie.
Dne 6. února 2021 do České republiky dorazilo prvních 19 200 dávek této vakcíny. K 12. březnu 2021 bylo v ČR distribuováno přes 180 tisíc dávek této vakcíny.
Dne 24. února díky programu COVAX dorazilo 600 tisíc dávek této vakcíny do Ghany a stala se tak první zemí, která obdržela vakcíny díky tomuto programu.

## Složení
Vakcína kromě geneticky modifikovaného šimpanzího adenoviru obsahuje:
- L-histidin
- L-histidin hydrochlorid monohydrát
- chlorid hořečnatý hexahydrát
- polysorbát 80
- etanol
- sacharózu
- chlorid sodný
- dihydrát disodium-edetátu
- vodu

Složení je tedy velmi podobné složení ruské vakcíny Sputnik V, která místo histidinu obsahuje tris a místo šimpanzího adenoviru obsahuje lidské adenoviry. V prosinci 2020 média psala, že vědci britští a ruští vědci testují kombinaci obou vakcín, která by mohla poskytnout lepší ochranu proti covidu-19.